# Nida (Sainte-Croix)
Pour les articles homonymes, voir Nida.
Nida est une localité polonaise de la gmina de Morawica, située dans le powiat de Kielce en voïvodie de Sainte-Croix.